# Paralelo 25 norte

mapa que muestra la intersección entre Mauritania y Mali.

El paralelo 25 norte es un paralelo que está 25 grados al norte del plano ecuatorial de la Tierra.
Atraviesa África, Asia, el océano Índico, el océano Pacífico, América del Norte y el océano Atlántico.
La sección más septentrional de la frontera entre Mauritania y Malí está definida por este paralelo.
En esta latitud el sol es visible durante 13 horas, 42 minutos durante el solsticio de verano y 10 horas, 35 minutos durante el solsticio de invierno.

## Alrededor del mundo
Comenzando en el meridiano de Greenwich y tomando la dirección este, el paralelo 25° Norte pasa sucesivamente por:
| Coordenadas                        | País, territorio o mar     | Notas |
| ---------------------------------- | -------------------------- | --- |
| 25°0′N 0°0′E / 25.000, 0.000       | Argelia                    | |
| 25°0′N 10°2′E / 25.000, 10.033     | Libia                      | |
| 25°0′N 25°0′E / 25.000, 25.000     | Egipto                     | |
| 25°0′N 34°57′E / 25.000, 34.950    | Mar Rojo                   | |
| 25°0′N 37°17′E / 25.000, 37.283    | Arabia Saudita             | |
| 25°0′N 50°38′E / 25.000, 50.633    | Golfo Pérsico              | Golfo de Baréin |
| 25°0′N 50°48′E / 25.000, 50.800    | Catar                      | |
| 25°0′N 51°38′E / 25.000, 51.633    | Golfo Pérsico              | |
| 25°0′N 55°3′E / 25.000, 55.050     | Emiratos Árabes Unidos     | |
| 25°0′N 56°22′E / 25.000, 56.367    | Océano Índico              | Mar Arábigo |
| 25°0′N 66°42′E / 25.000, 66.700    | Pakistán                   | Baluchistán - durante unos 16 km Sindh - pasando al norte de Karachi                                               |
| 25°0′N 70°55′E / 25.000, 70.917    | India                      | Rajasthan Madhya Pradesh Uttar Pradesh Madhya Pradesh Uttar Pradesh Madhya Pradesh Uttar Pradesh Bihar West Bengal |
| 25°0′N 88°24′E / 25.000, 88.400    | Bangladés                  | |
| 25°0′N 92°25′E / 25.000, 92.417    | India                      | Assam Manipur |
| 25°0′N 94°43′E / 25.000, 94.717    | Birmania (Burma)           | |
| 25°0′N 97°43′E / 25.000, 97.717    | China                      | Yunnan - pasando al sur de Kunming Guizhou Guangxi Hunan Guangxi Hunan Guangdong Hunan Guangdong Jiangxi Fujian    |
| 25°0′N 118°59′E / 25.000, 118.983  | Mar de la China Meridional | Estrecho de Taiwán                                                                                                 |
| 25°0′N 121°1′E / 25.000, 121.017   | República de China         | Isla de Taiwán (reclamada por China) - pasando al sur de Taipéi                                                    |
| 25°0′N 121°59′E / 25.000, 121.983  | Océano Pacífico            | pasando al norte de Miyako-jima, Japón pasando al norte de Iwo Jima, Japón                                         |
| 25°0′N 112°12′O / 25.000, -112.200 | México                     | Isla Magdalena Baja California Sur (continente) Isla San José                                                      |
| 25°0′N 110°34′O / 25.000, -110.567 | Golfo de California        | |
| 25°0′N 108°13′O / 25.000, -108.217 | México                     | Isla Altamura Isla Talchichitle Sinaloa Durango Coahuila Nuevo León Tamaulipas                                     |
| 25°0′N 97°32′O / 25.000, -97.533   | Golfo de México            | |
| 25°0′N 80°32′O / 25.000, -80.533   | Estados Unidos             | Isla de Cayo Largo, Florida                                                                                        |
| 25°0′N 80°31′O / 25.000, -80.517   | Océano Atlántico           | Estrecho de Florida                                                                                                |
| 25°0′N 78°10′O / 25.000, -78.167   | Bahamas                    | Isla de Andros |
| 25°0′N 77°57′O / 25.000, -77.950   | Océano Atlántico           | |
| 25°0′N 77°33′O / 25.000, -77.550   | Bahamas                    | Isla de New Providence - pasando al sur de Nassau                                                                  |
| 25°0′N 77°20′O / 25.000, -77.333   | Océano Atlántico           | |
| 25°0′N 76°9′O / 25.000, -76.150    | Bahamas                    | Isla de Eleuthera                                                                                                  |
| 25°0′N 76°8′O / 25.000, -76.133    | Océano Atlántico           | |
| 25°0′N 14°50′O / 25.000, -14.833   | Sahara Occidental          | Reclamado por Marruecos y la República Árabe Saharaui Democrática                                                  |
| 25°0′N 12°0′O / 25.000, -12.000    | Mauritania                 | |
| 25°0′N 6°34′O / 25.000, -6.567     | Frontera Mauritania / Mali | |
| 25°0′N 4°49′O / 25.000, -4.817     | Argelia                    | |